# Vi, Hofors kommun
Vi, (lokalt används även, med gammalstavning, Wij), är en by utanför Torsåker i Hofors kommun. Från 2015 avgränsar SCB här en småort.